# IV Klavirski Koncert (Betoven)
Koncert za klavir i orkestar broj 4. G - Dur, opus 58, Ludviga Van Betovena

## Opšte karakteristike
Koncert za klavir i orkestar broj 4. G - Dur, opus 58, nastao 1806. godine, dovršava ono što je u Trećem Koncertu započeto i što će dalje vršiti jak uticaj na stvaraoce XIX veka: značajno proširuje i obogaćuje nasleđenu klasičnu formu i uvodi nove i smele efekte. Zato se ovaj Koncert smatra kod mnogih ljubitelja muzike prvim vrhuncem kod Betovena, pre onog najlepšeg - u Petom, Carskom Koncertu. Tri njegova stava obrazuju celinu trajanja 34 minuta.

## Forma i analiza dela
1. Prvi stav je opsežni Allegro moderato. Traje duže od polovine ukupnog trajanja Koncerta. Odmah na početku, jedna novost: Nastupa solista, bez pratnje, ali u G-Duru donosi samo početak, dok dalje ekspoziciju nastavlja orkestar, započinjući u pijanisimu H-Dura. Prva tema je neuobičajeno blaga, dok je druga tema marševskog karaktera i nastupa nakon lestvičnog pasaža u klaviru. To sve govori kakav se duševni razvoj zbio u Betovenu u periodu između Trećeg i Četvrtog Koncerta. U međuvremenu, kroz variranje motivskog materijala prva dva takta, violine intoniraju svečani marš koji preuzimaju flauta i oboa, a gudači u trijumfalnom toku završavaju. U razvojnom delu, orkestar vodi glavnu reč, a klavir nad njegovim muzičkim tokom donosi svoju deonicu. Na prelasku u reprizu, nastupa karakterističan triler i klimaks u violončelima, na prvim taktovima glavne teme. Repriza ima klasičan tok.
2. Drugi stav je kratki Andante con moto, slobodan po obliku. Orkestar nastupa u unisonu tokom celog stava i nastupi mu se prema kraju postupno skraćuju. To daje maha solisti, koji sve više dolazi do izaražaja i neprekidnio vrti svoju melodiju oko jedne note. To se zatim pretače u finalni stav, Rondo - Vivace. Stav je kombinacija ronda i sonatnog oblika. Glavnu temu karakteriše jedan refren koji se nekoliko puta varira i u marševskom je pokretu, dok se druga tema javlja nad jednim orgelpunktom u violončelima i u ovaj vedar, razuzdan stav unosi trenutke predaha. Sve se to razvija u jednom klasičnom toku, karakterističnom za sonatni rondo i okončava u jednoj elegantnoj, skokovitoj završnici.

## Izvođači
Vilhelm Bakhauz, klavir i orkestar Bečkih Simfoničara, dirigent: Karl Bem
Artur Rubinštajn, klavir i Bostonski Simfonijski Orkestar, dirigent: Erih Lajnsdorf
Jasminka Stančul, klavir i Simfonijski Orkestar Radio Televizije Beograd, dirigent: Vančo Čavdarski.